# 나스카 (기업)
주식회사 나스카(株式会社ナスカ, NAZCA CORPORATION)는 일본의 아케이드 게임 회사였다.

## 개요
1994년 5월, 아이렘이 아케이드 사업에서 철수한 직후 도쿄의 9명의 게임 개발 스태프가 독립하여 설립하였다. SNK의 자금지원을 받아 완전자회사로 설립되었으며 네오지오기판으로 게임을 개발하였다.(1991년에 이미 아이렘을 나온 스태프들 중 SNK로 이적해 KOF94를 만든 사람들도 있었다.) 사장은 아이렘에서 1988년까지 전무를 맡았던 코도 요시히코(高堂良彦). 그리고 1996년 1월 나스카 명의로 네오 터프 마스터즈(빅 토너먼트 골프)와 메탈슬러그가 발매된다. 1996년 10월 나스카에는 30명 정도의 사원이 있었는데 SNK에 흡수합병되었다. 한편 메탈슬러그의 제작자이자 나스카 창립자인 쿠조 카즈마는 메탈 슬러그 제작 후 프리랜서 활동을 하다가 1997년 아이렘이 게임사업을 재개하기 위해 새로 설립한 아이렘 소프트웨어 엔지니어링에 입사하여 2002년 절체절명도시 시리즈의 시초 절체절명도시를 제작하였다. 2011년 5월에 아이렘 소프트웨어 엔지니어링을 퇴사하고 그란젤라라는 회사를 설립하였다. 그리고 2014년 절체절명도시 시리즈의 판권을 인수하여 4번째 시리즈를 발표하였다.

## 아이렘과의 공통점
아이렘은 동일한 세계관의 DAS시리즈를 1990년 에어 듀얼로 시작해 1994년 9월 지오스톰까지 제작했다. 나스카를 설립한 스태프들이 이 회사 출신이다 보니,이 회사가 제작한 메탈슬러그가 지오스톰의 사운드와 음악 등에 영향을 받았다. 아예 메탈슬러그의 베타 버전이이라고 불릴 정도이다.

## 개발 게임
- 네오 터프 마스터즈
- 메탈 슬러그